# DFS SG 38 Schulgleiter
SG 38 Schulgleiter ali Schneider DFS 108-14 SG-38 Schulgleiter (slovensko: Šolski jadralnik) je bilo nemško visokokrilno enosedežno šolsko jadralno letalo, ki so ga zasnovali Schneider, Rehberg in Hofmann leta 1938.Letalo je bilo večinoma grajeno iz lesa in je bilo pokrito s tkanino. Letalo je bilo lahko za letenje in lahko za popravilo v primeru poškodb.

## Specifikacije (SG 38)
Splošne značilnosti
- Posadka: 1
- Dolžina: 6,28 m (20 ft 7 in)
- Razpon kril: 10,41 m (34 ft 2 in)
- Višina: 2,43 m (8 ft 0 in)
- Površina kril: 16 m2 (170 sq ft)
- Vitkost: 6,76
- Teža praznega letala: 100 kg (220 lb)
- Bruto teža: 210 kg (463 lb)

Zmogljivost
- Maks. hitrost: 115 km/h (71 mph; 62 kn)
- Neprekoračljiva hitrost: 115 km/h (71 mph; 62 kn)
- Jadralno število: 10:1 pri 52 km/h
- Obremenitev kril: 13,75 kg/m2 (2,82 lb/sq ft)

## Galerija
- SG-38 vzlet
- SG-38 pristanek
- SG-38
- SG-38 v Deutsches Museum v Munchnu